# Spurengase

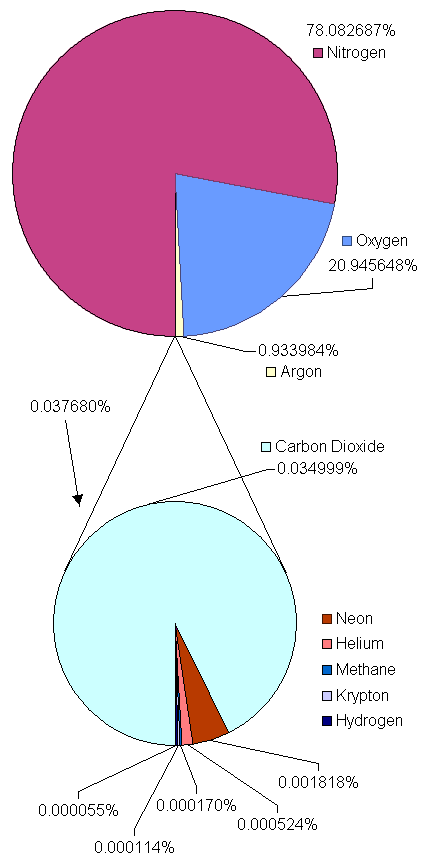
Oben: Zusammensetzung der Luft; unten: Zusammensetzung der Spurengase

Spurengase nennt man alle Gase, die in der Luft in geringeren Anteilen vorkommen als die drei Hauptbestandteile Stickstoff (78 %), Sauerstoff (21 %) und Argon (ca. 1 %). Zu den Spurengasen zählen die nicht reaktiven Edelgase wie Neon, Helium und Krypton. Andere Spurengase sind umweltschädlich (siehe Luftverschmutzung und Treibhausgas) und tragen durch ihre hohe Reaktivität maßgeblich zur Produktion von Hydroxyl-Radikalen bei. Reaktive Halogenverbindungen können bspw. schon in geringer Konzentration von wenigen ppt maßgeblich zum Ozonabbau beitragen, sowohl in der Troposphäre als auch in der Stratosphäre. Spurengase wie Ozon haben in unterschiedlichen Höhen verschiedene Bedeutung (→ Luft#Spurengase).
Spurengase in der Erdatmosphäre können selbst in geringen Konzentrationen mit Ionen-Mobilitäts-Spektrometern, Infrarot-Spektroskopie oder differenzieller optischer Absorptionsspektroskopie gemessen werden.

## Ähnliche Wortbildungen
- Spurenelemente sind chemische Elemente eines bestimmten Stoffes in geringer Konzentration.